# Gianluca Bezzina
Gianluca Bezzina (nacido en Qrendi, Malta el 9 de noviembre de 1989) es un cantante y cirujano maltés. Es el tercero de siete hermanos que han crecido en un ambiente muy proclive a la música. Empezó a estudiar piano y acordeón con siete años a la vez que pertenecía al Coro infantil de Malta. Es el líder de Funk Initiative, grupo nominado en 2011 como Mejor grupo revelación, con el que ha grabado tres singles, entre ellos The Liberators y Paris, que han tenido amplia radiodifusión local en Malta. Además ha participado como solista en los populares conciertos bianuales Voices en 2008, 2010 y 2012 y en el Rockestra, concierto de rock organizado por la Orquesta filarmónica de Malta.  Simultáneamente, Gianluca ha completado estudios de medicina y cirugía. En febrero de 2013 fue designado representante maltés en el Festival de la Canción de Eurovisión 2013 tras vencer en la final de su país con el tema "Tomorrow". En la final celebrada en Malmö, Suecia, obtuvo el octavo puesto.

## Discografía

### Álbumes
- 2013: Tomorrow

### Sencillos
- 2013 : Tomorrow